# كينيث دوني
كينيث دوني (بالإنجليزية: Kenneth Downie)‏ هو ملحن بريطاني، ولد في 1946.

## وصلات خارجية
- كينيث دوني على موقع ميوزك برينز (الإنجليزية)